# Coelogyne rumphii
Coelogyne rumphii é uma espécie de orquídea (Orchidaceae) do Sudeste Asiático.